# Josziwja
Josziwja (hebr. יושיביה) – moszaw położony w Samorządzie Regionu Sedot Negew, w Dystrykcie Południowym, w Izraelu.
Leży w środkowej części pustyni Negew, w pobliżu miasta Netiwot.

## Historia
Moszaw został założony w 1950 przez imigrantów z Algierii.

## Gospodarka
Gospodarka moszawu opiera się na intensywnym rolnictwie i uprawach w szklarniach.

## Komunikacja
Przy moszawie przebiega droga ekspresowa nr 34 (Jad Mordechaj-Netiwot).